# 高玉生
高玉生（1947年10月—），黑龙江齐齐哈尔人，中华人民共和国外交家。

## 生平
1982年，毕业于北京大学世界经济专业。同年，进入中国国际问题研究所工作。1984年，外派驻苏联大使馆工作。1988年，回到研究所任职。1989年，任外交部政策研究室二秘，后升一秘。1992年，任驻俄罗斯大使馆一秘，后升参赞。1996年，任外交部欧亚司参赞。2001年3月，出任中华人民共和国驻土库曼斯坦大使。2003年10月，出任中华人民共和国驻乌兹别克斯坦大使。2005年11月，出任中华人民共和国驻乌克兰大使。2007年担任上海合作组织副秘书长。2010年，卸任上合副秘书长一职。

## 评论俄乌战争
2022年，高玉生在中国国际金融30人论坛暨中国社科院国际研究学部的内部研讨会上发言，评论俄乌战争走势及其对国际秩序的影响，其中提到俄罗斯在战场上处境被动，其他领域也露败象，被打败只是时间问题，而前苏联成员国家（除白俄外）也会加紧去俄化行动。同年5月10日，中国国际金融30人论坛在其微信公众号上公開发布了高玉生的內部发言内容，并被凤凰网转载，但视频内容先是被下架，目前相关内容先后均被撤回，雖然他獲體制內單位邀請分享看法，但這份稿件不同於內部參考的直白，是獲得高玉生本人訂正的終版文稿，就連修改過的發言內容也不盡符合「主旋律」，這透露中共內部對於該如何處理與俄羅斯以及普丁政權的關係，仍有不同意見。